# Сент-Арроман (Жер)
Сент-Аррома́н (фр. Saint-Arroman) — коммуна во Франции, находится в регионе Юг — Пиренеи. Департамент — Жер. Входит в состав кантона Масёб. Округ коммуны — Миранд.
Код INSEE коммуны — 32361.

## География
Коммуна расположена приблизительно в 620 км к югу от Парижа, в 80 км западнее Тулузы, в 24 км к югу от Оша.
На востоке коммуны протекает река Сусон.

## Климат
Климат умеренно-океанический. Лето жаркое и немного дождливое, температура часто превышает 35 °С. Зимой часто бывает отрицательная температура и ночные заморозки. Годовое количество осадков — 700—900 мм.

## Население
Население коммуны на 2010 год составляло 135 человек.
| 1962 | 1968 | 1975 | 1982 | 1990 | 1999 | 2010 |
| ---- | ---- | ---- | ---- | ---- | ---- | ---- |
| 165  | 173  | 163  | 154  | 132  | 126  | 135  |

## Администрация
| Период | Период | Фамилия       | Партия | Примечания |
| ------ | ------ | ------------- | ------ | ---------- |
| 2001   | 2004   | Одетта Лезаж  |        |            |
| 2004   | 2020   | Жан-Рене Брён |        |            |

## Экономика
В 2010 году среди 66 человек трудоспособного возраста (15-64 лет) 52 были экономически активными, 14 — неактивными (показатель активности — 78,8 %, в 1999 году было 68,4 %). Из 52 активных жителей работали 51 человек (24 мужчины и 27 женщин), безработным был 1 мужчина. Среди 14 неактивных 4 человека были учениками или студентами, 3 — пенсионерами, 7 были неактивными по другим причинам.

## Фотогалерея

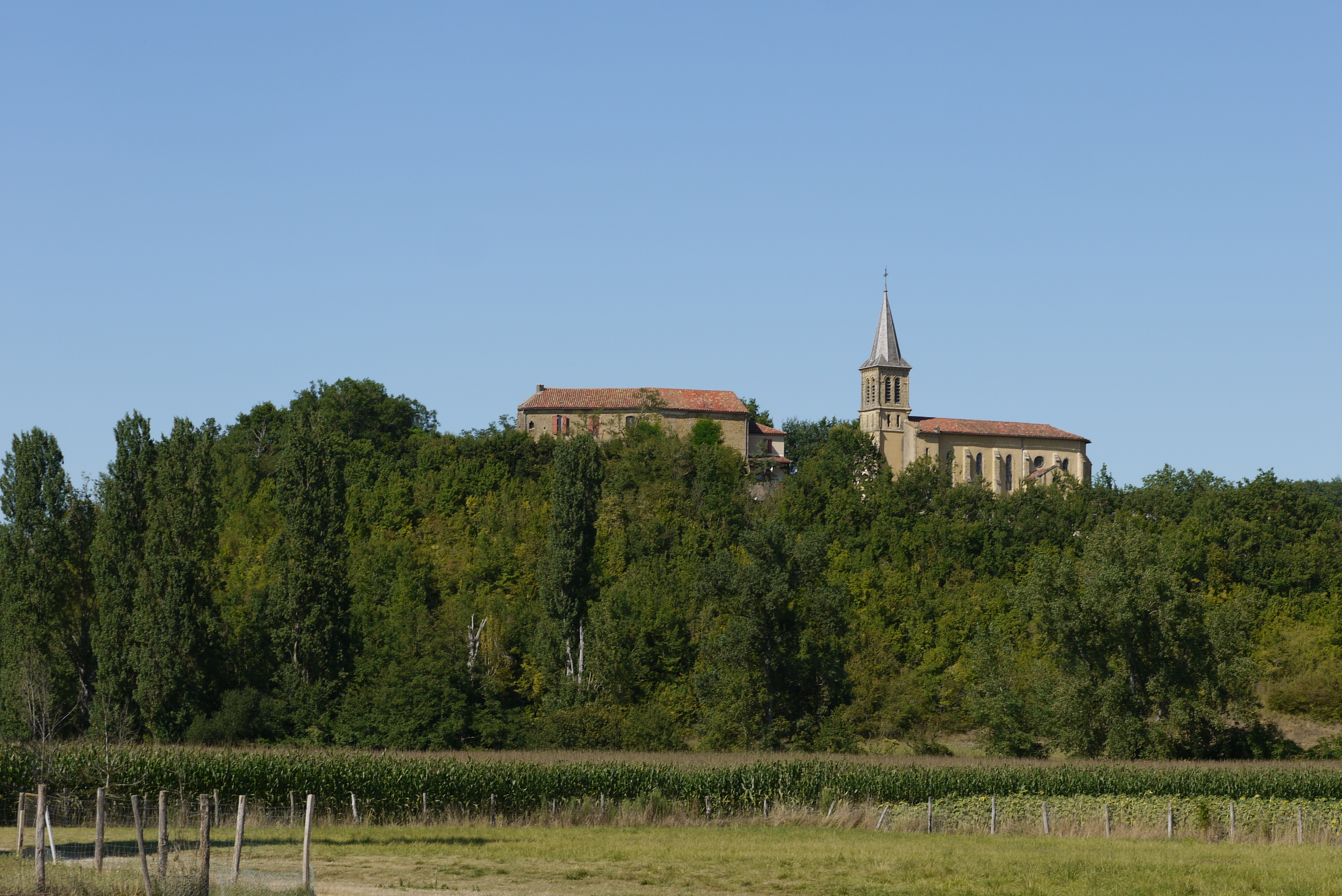
Сент-Арроман
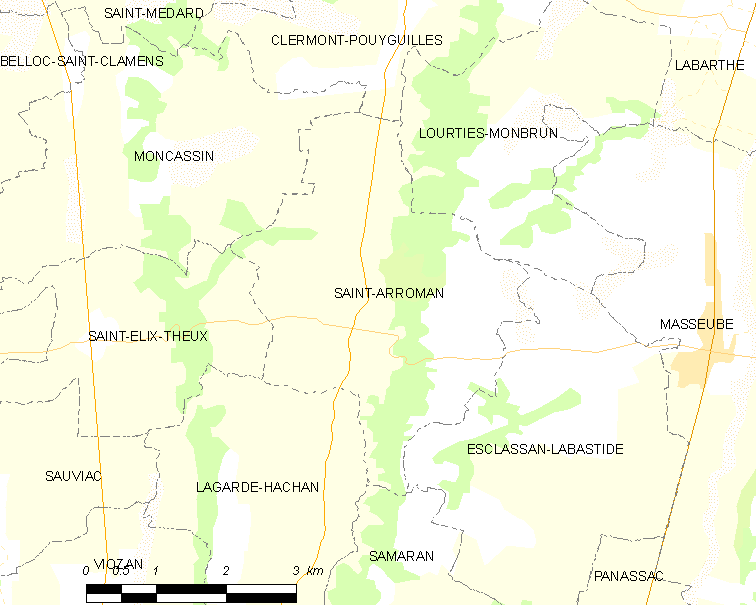
Карта коммуны